# عبادة بن مسلم الفزاري
عبادة بن مسلم الفزاري أبو يحيى البصري ويقال: الكوفي. من رواة الحديث وهو ثقة. روى له البخاري في «الأدب» والأربعة.

## روايته للحديث النبوي
- روى عن: جبير بن أبي سليمان بن جبير بن مطعم، والحسن البصري، ودرهم أبي عبيد، وعلي بن سالم. والعلاء بن عبد الله بن بدر، ونفيع أبي داود، ويونس بن خباب.
- روى عنه: روح بن عبادة، وسفيان الثوري، وأبو داود سليمان بن داود الطيالسي، وأبو عاصم الضحاك بن مخلد، وعبد الله بن نمير، وعلي بن عبد العزيز ، وأبو نعيم الفضل بن دكين، ووكيع بن الجراح.[4]
- الجرح والتعديل: قال أبو حاتم الرازي: «لا بأس به». قال أبو حاتم بن حبان البستي: «منكر الحديث، ساقط الإحتجاج بما يرويه». قال الدارقطني: «وهم ابن حبان في تسميته، حيث ذكره ابن حبان في الضعفاء في باب من اسمه عباد: وهو منكر الحديث. وإنما هو عبادة وليس عباد». قال ابن حجر العسقلاني: «ثقة اضطرب فيه قول ابن حبان». قال أحمد بن شعيب النسائي: «ثقة». قال وكيع بن الجراح: «ثقة». قال يحيى بن معين: «ثقة، ومرة: ثقة ثقة».[5]